# Chiffon
Chiffon (aus dem französischen, von arabisch schiff ‚durchsichtiger Stoff‘, ‚Gaze‘) ist ein feines, durchsichtiges Gewebe aus stark gedrehten Natur- oder Kunstseide-Kreppgarnen. Chiffon besitzt ein feines, unregelmäßiges Oberflächenbild und einen „sandigen“ Griff.
Ein 50 × 50 Zentimeter großes Chiffontuch passt in eine Faust. Chiffontücher eignen sich für tänzerische Darstellungen. Mit ihrer großen Oberfläche bei geringem Gewicht schweben sie sanft zu Boden, wenn sie in die Luft geworfen werden.